# František Šoch
František Šoch (ur. 1828, zm. 1874) – czeski architekt i budowniczy ludowy, jeden z najsłynniejszych (obok Martina Patáka i swojego ojca, Jana Šocha) twórców architektury tzw. wiejskiego baroku (cz. selské baroko). 

## Życiorys
Budował i ozdabiał głównie ściany szczytowe spichlerzy i obiektów mieszkalnych przede wszystkim w rejonie takich wsi, jak Zálší, Klečaty i Komárov. W swoich dziełach wykorzystywał przede głównie motywy religijne (np. Oko Opatrzności lub krzyże), jak również ornamentykę świecką, m.in. kwiaty i rokokowe wieńce. 
Obaj Šochowie działali głównie we wsiach Zálší, Borkovice, Hartmanice, Klečaty, Komárov, Mažice i Nedvědice. Elewacje ich zagród rozdzielane były elementami architektonicznymi, takimi jak pilastry, lizeny, czy gzymsy i obficie zdobione detalem. 